# Gotra gilberti
Gotra gilberti är en stekelart som först beskrevs av Turner 1919.  Gotra gilberti ingår i släktet Gotra och familjen brokparasitsteklar. Inga underarter finns listade i Catalogue of Life.